# Friedrich Josef von Schwarzenberg

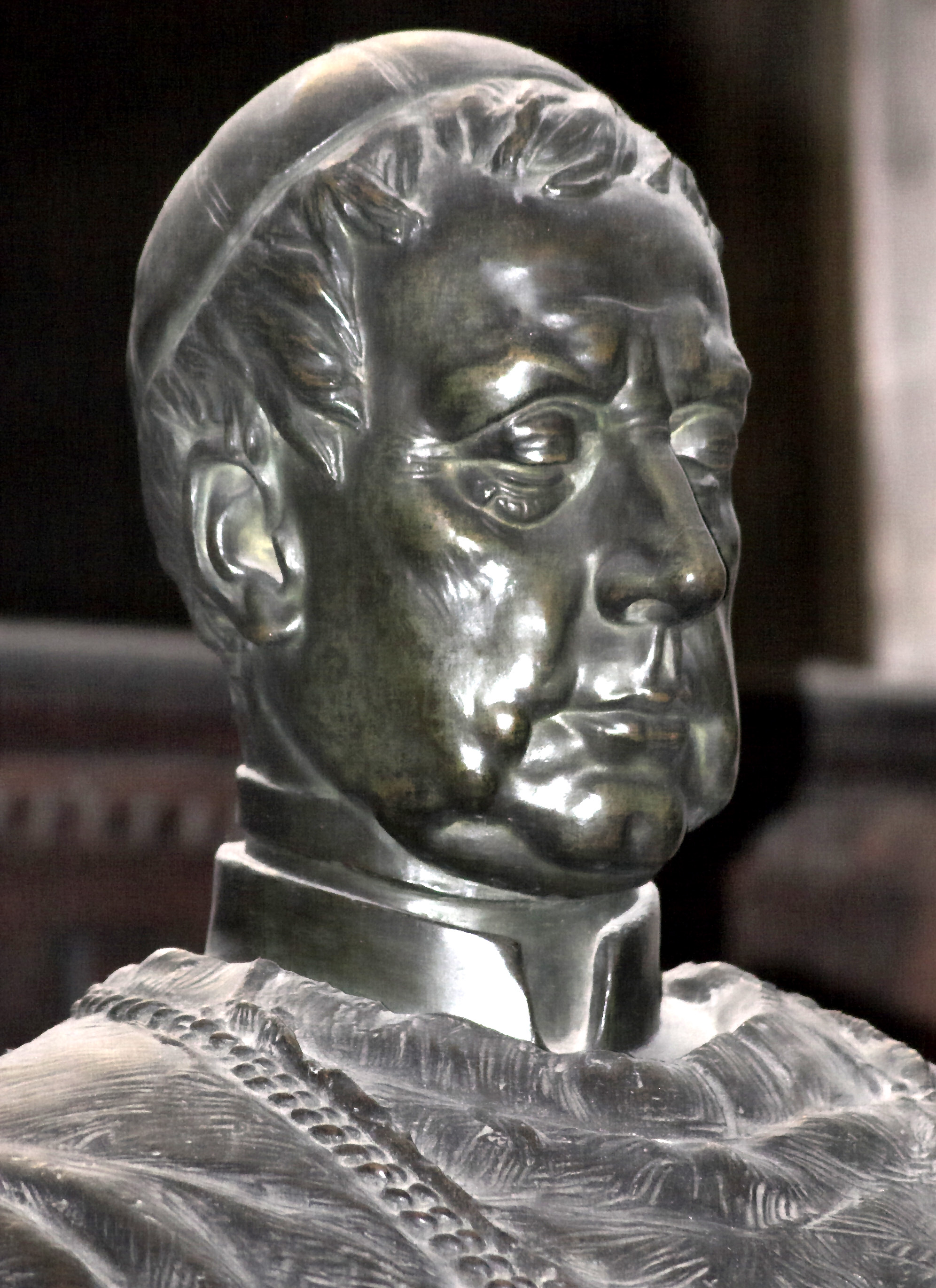
Popiersie kard. Schwarzenberga w katedrze św. Wita w Pradze

Friedrich Josef Johann Celestin von Schwarzenberg (ur. 6 kwietnia 1809 w Wiedniu, zm. 27 marca 1885 tamże) – czeski duchowny katolicki, arcybiskup salzburski w latach 1835–1850, arcybiskup metropolita praski i prymas Czech od 1850, kardynał.

## Życiorys

### Pochodzenie i edukacja
Urodził się w 1809 w Wiedniu jako najmłodsze dziecko księcia Johanna Josefa zu Schwarzenberg i jego żony Pauliny z domu książąt d’Arenberg. Jego starszym bratem był późniejszy premier Austrii Felix zu Schwarzenberg. Po tym jak jego matka uległa wypadkowi na balu z okazji ślubu cesarza Francji Napoleona I Bonapartego z Marią Ludwiką jego wychowaniem zajął się o. Lorenz Greif, który wpłynął na jego późniejszą decyzję dotyczącą wyboru drogi kapłańskiej. Friedrich rozpoczął studia teologiczne, prawnicze i filozoficzne w Salzburgu, które ukończył jednak w Wiedniu, uzyskując stopień naukowy doktora oraz 25 lipca 1833 święcenia kapłańskie w wieku 24 lat. Pracował następnie jako wikary w parafii katedralnej w Salzburgu.

### Arcybiskup salzburski
24 września 1835 został wybrany na arcybiskupa metropolitę salzburskiego za aprobatą cesarza Ferdynanda I Habsburga-Lotaryńskiego. Uzyskał na to stanowisko dyspensę papieską, ponieważ zgodnie z prawem kanonicznym nie miał odpowiedniego wieku. 1 maja 1836 został konsekrowany na arcybiskupa.
W czasie swoich rządów w archidiecezji salzburskiej stawiał sobie za cel całkowitą eliminację protestantyzmu z obszaru biskupstwa. Mimo to gdy 12 stycznia 1837 przyjęto zarządzenie władz Tyrolu nakazujące protestantom konwersję (na co dano 14 dni) lub emigrację, okazał się być ambiwalentny, ponieważ zdawał sobie sprawę, że zmuszenie protestantów do opuszczenia kraju w taki sposób może negatywnie wpłynąć na ich rodziny, a zwłaszcza młode pokolenie. Był również cenionym mecenasem sztuki i organizacji charytatywnych, współtworząc wyższą uczelnię muzyczną. 24 stycznia 1842 został mianowany kardynałem z tytułem S. Augustini.

### Arcybiskup praski
13 grudnia 1849 papież Pius IX prekonizował go arcybiskupem metropolitą praskim oraz prymasem Czech. Rządy w nowej archidiecezji objął 20 maja 1850. Wiele miejsca poświęcał relacją między Państwem a Kościołem. Wziął udział w soborze watykańskim I, gdzie podpisał petycję by sobór nie uchwalał nowych prawd wiary. Podporządkował się jednak dogmatowi o nieomylności papieża.
1 października 1873 położył kamień węgielny pod rozbudowę katedry św. Wita w Pradze. Za jego pontyfikatu papież beatyfikował Jana Sarkandra i Agnieszkę Przemyślidkę.
Zmarł po długiej chorobie w 1885 w Wiedniu, jako ostatni żyjący kardynał z nominacji Grzegorza XVI.